# Allmersbach am Weinberg
Allmersbach am Weinberg ist ein Ortsteil der Gemeinde Aspach im Rems-Murr-Kreis. Das Dorf liegt 298 m ü. NN und hat 964 Einwohner (Stand 1. Januar 2024). Der Ort liegt im Naturpark Schwäbisch-Fränkischer Wald.

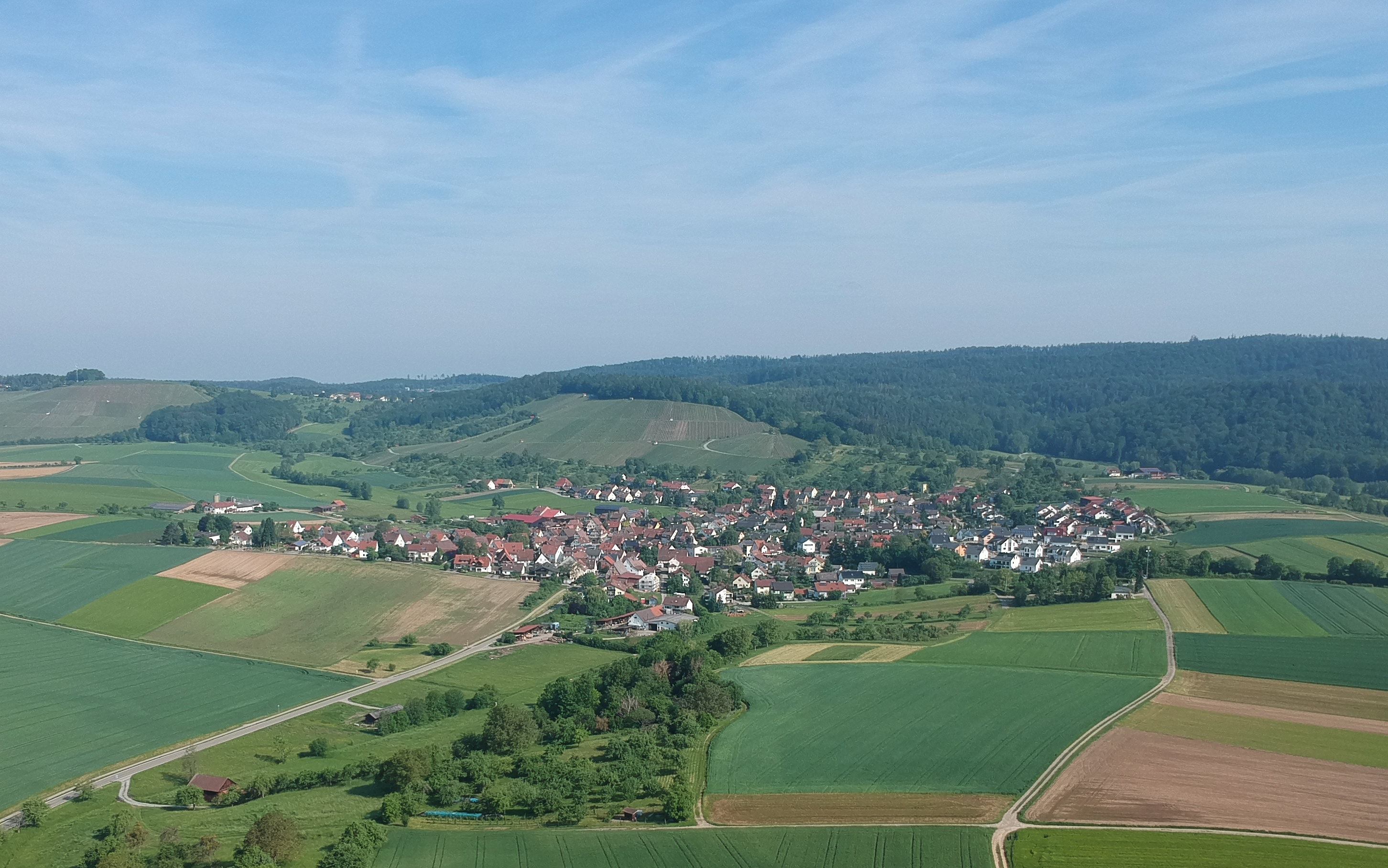
Aktuelle Luftaufnahme von Allmersbach am Weinberg

## Geschichte
Allmersbach am Weinberg wurde 1247 in einer Urkunde von Papst Innozenz IV. erstmals erwähnt. Es gehörte wie Kleinaspach zur Herrschaft Lichtenberg, mit der es bereits 1357 an Württemberg fiel. Allmersbach gehörte zum Amt Bottwar mit Sitz in Großbottwar und kam 1811 zum Oberamt Marbach und mit dessen Auflösung 1938 zum Landkreis Backnang.
Allmersbach am Weinberg war somit von 1806 bis 1918 Bestandteil des Königreichs Württemberg, seit 1918 des freien Volksstaates Württemberg und 1945 bis 1952 von Württemberg-Baden.
Die Gemeinde Allmersbach am Weinberg entstand 1820 und bestand bis zum Zusammenschluss mit den Gemeinden Großaspach, Kleinaspach und Rietenau zur Gemeinde Aspach am 1. Februar 1972. Die Gemeinde hatte eine Fläche von 3,87 km².

## Politik

### Schultheißen und Bürgermeister
- 1913: Friedrich Kienzle[3]

### Wappen
Die Blasonierung des ehemaligen Gemeindewappens lautet: „In geteiltem Schild oben in Rot zwei silberne Äpfel nebeneinander, unten in Silber eine rote Kugel.“

## Ortsneckname
In früheren Zeiten wurden die Allmersbacher von den Bürgern der umliegenden Dörfer spöttisch als Besebender (Besenbinder) und das Dorf Besebendergäu (Besenbinder-Gau) genannt.